# Brazilská hokejová reprezentace
Brazilská hokejová reprezentace je národní hokejové mužstvo Brazílie. Brazilská hokejová federace (Confederação Brasileira de Desportos no Gelo - CBDG) sdružuje 78 registrovaných hráčů (z toho 21 seniorů), majících k dispozici 2 haly s umělou ledovou plochou. Brazílie je přidruženým členem Mezinárodní federace ledního hokeje od 26. června 1984. Brazílie zatím nehrála na Mistrovství světa ani Olympijských Hrách a proto není v žebříčku IIHF. Týmové barvy jsou zelená, žlutá, modrá, bílá, a přezdívka týmu je Žlutí orli (Águias Amarelas).

## Historie
Brazílie mezinárodně dosud hrála na Panamerickém poháru v Ciudad de México v letech 2014 - 2017. A na Development Cupu 2024 v Bratislavě.
První mezinárodní zápas Brazílie byl i největší porážkou 2. března 2014 Mexiko - Brazílie 16:0 v Ciudad de México a z 21. dubna 2024 Irsko - Brazílie 16:0 z Bratislavy. Nejvyšší výhra Brazílie je z 11. června 2017 Brazílie - Argentina 13:0 Ciudad de México.

## Mezistátní utkání Brazílie
02.03.2014  Mexiko 16:0 Brazílie 
05.03.2014  Argentina 5:3 Brazílie 
08.03.2014  Kolumbie 14:0 Brazílie 
05.06.2015  Kolumbie 3:0 Brazílie 
06.06.2015  Mexiko 11:1 Brazílie 
07.06.2015  Brazílie 6:1 Argentina 